# ACARS

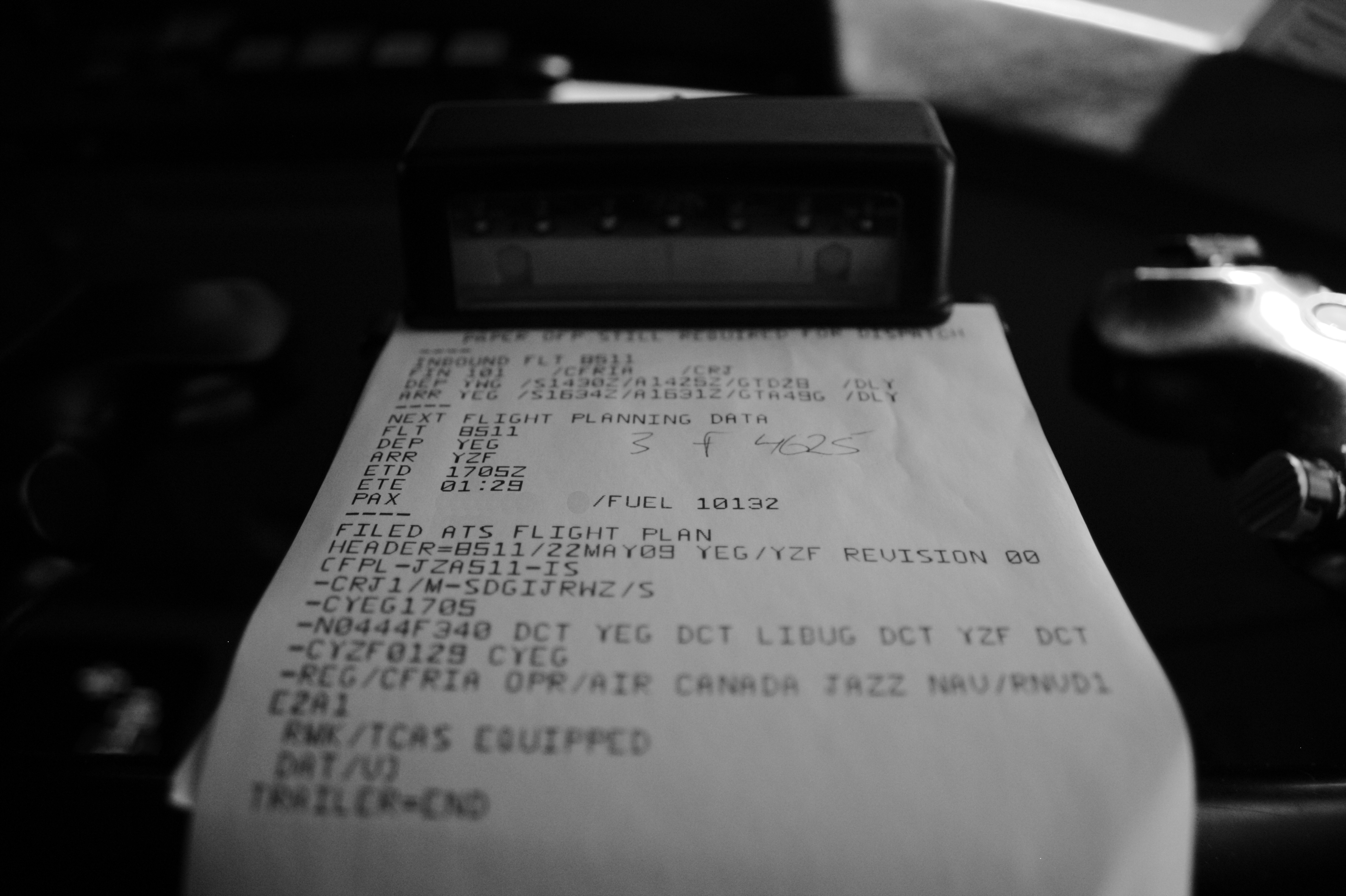
Beispiel einer ACARS-Nachricht

ACARS (englisch Aircraft Communications Addressing and Reporting System) ist ein von Aeronautical Radio Incorporated in den 1970er-Jahren entwickeltes digitales Datenfunksystem zur Übermittlung von Nachrichten zwischen Verkehrsflugzeugen und Bodenstationen. Es erlaubt Fluggesellschaften die Kommunikation mit ihren Luftfahrzeugen mittels Austausch von einfachen Nachrichten und erspart so Funksprüche auf den besonders in Ballungsgebieten verstopften Sprechfunkfrequenzen.

## Geschichte
Vor dem Einsatz von ACARS wurden Flugbetriebsmeldungen über Sprechfunk abgewickelt, wodurch eine hohe Belastung der Sprechfunkkanäle entstand. Routinemeldungen wie Abflugmeldungen, Ankunftsmeldungen, Lade- und Treibstoffmeldungen, Meldungen über Triebwerkszustände usw. können seit der Einführung von ACARS in kurzer Zeit digital übermittelt werden.
ACARS war zunächst nur für die Übermittlung von AOC-Nachrichten (engl. airline operational control) gedacht. Dann aber wurde der Einsatz des Nachrichtendienstes für immer mehr Anwendungen als effizienzsteigernde Lösung entdeckt, und die Anzahl der über das ACARS-System geschickten Nachrichten stieg stetig an. Die Flugsicherung schickt ebenfalls seit Anfang der 1990er-Jahre Flugfreigaben (engl. clearances) über ACARS.

## Aktuelle Lage
Heute sind die ACARS-Frequenzen besonders in der Nähe größerer Flughäfen mindestens genauso überlastet wie die Sprechfunkfrequenzen. Zusätzlich weist das ACARS-Protokoll einige inhärente Einschränkungen auf, die in den 1990er-Jahren die Entwicklung weiterer Data Links notwendig machten. Trotzdem ist ACARS für viele Fluglinien nach wie vor unverzichtbar, die mitunter ihr komplettes Flottenmanagement durch den Austausch von AOC-Nachrichten über ACARS betreiben.
Bei dem Absturz des Air-France-Fluges 447 im Juni 2009 haben die ACARS-Signale wichtige erste Informationen geliefert, und so wird die Erweiterung des Systems zu einer Art „Online-Blackbox“ diskutiert. Das bisherige Prinzip erscheint mittlerweile als antiquiert. Zurzeit muss ein Flugdatenschreiber bis über hundert Parameter mehrere Male pro Sekunde aufzeichnen – das heutige ACARS-System wäre damit überfordert. Außerdem sind die Satellitenverbindungen für diese Datenströme zu teuer. Als Mittelweg wird diskutiert, häufigere Positionsmeldungen an die Flugsicherung zu übermitteln, statt an die Betriebsleitung der Fluggesellschaft alle 10–20 Minuten.
Seit 2009 wird ACARS teilweise durch das leistungsfähigere VDL2 abgelöst. Mit Hilfe von VDL2 wird insbesondere im oberen Luftraum (Flugfläche 285) der Controller–Pilot Data Link Communication (CPDLC) implementiert. Weitere Hinweise zur Einführung und Nutzung sowie die verpflichtende Ausstattung von Flugzeugen mit CPDLC-fähigen Geräten findet man im Artikel Controller–Pilot Data Link.
Im März 2014 waren ACARS-Nachrichten und die Doppler-Analyse der Satellitenkommunikation von entscheidender Bedeutung bei den Bemühungen zum Auffinden des Malaysia-Airlines-Fluges 370. Während das primäre terrestrische ACARS-System an Bord von MH370 absichtlich ausgeschaltet wurde, war die Verbindung von ACARS mittels Classic Aero, einem Datendienst, welcher Inmarsat-Satelliten verwendet später wieder aktiv, solange das Flugzeug in Bewegung war. Periodisch antwortete es jede Stunde auf einen Ping zum Zweck der Zeitsynchronisation bei der Aufrechterhaltung der Verbindung zum Satelliten (Idle).

## Anwendung
Die ACARS-Anwendung beinhaltet einen Nachrichtendienst für automatisch und manuell erstellte Mitteilungen und sieht dafür spezielle Bordhardware vor.
Die Management Unit reagiert auf Ereignisse in den Bordsystemen und verschickt automatisch Nachrichten (ursprünglich nur die sogenannten OOOI-Nachrichten: Out, Off, On, In). Im Detail steht dies für
- Out: Flugzeug verlässt seine Parkposition zum Pushback
- Off: Weight-off-wheels, das Flugzeug hat abgehoben
- On: Weight-on-wheels, das Flugzeug hat auf der Landebahn aufgesetzt
- In: Das Flugzeug kommt an eine Parkposition und stellt die Motoren ab.

Diese Nachrichten werden von den Bodenstationen empfangen und per Telex oder Satellit an die jeweiligen Operation Center der Fluggesellschaften weitervermittelt, womit sich der Flug ständig überwachen lässt.
Neben den vollautomatischen technischen Datenreports können auch über die Control Unit (bestehend aus Drucker, Bildschirm und Tastatur) beliebige sonstige Meldungen zwischen Cockpit und Operation Center übermittelt werden, wie z. B. Informationen über Verspätungen, Wetterberichte, persönliche Mitteilungen an Passagiere usw.
Hauptanbieter für die Netz-Infrastruktur für das Routing am Boden und die Zustellung von ACARS-Nachrichten ist in Europa SITA, in Nordamerika ARINC.
Beispiel einer typischen Delta-Airlines-ACARS-Meldung:
Originalnachricht
ACARS mode: 2  Aircraft reg:  .N186DN
Message label: 80  Block id: 0  Msg. no: M03A
Flight id: DL0107
Message content:
3C03 0107/24 EDDF/KJFK
/POS OTR          /OVR 1015/NXT MASIT        /ETA 1118
/ENS N56000W020000/ALT 310/FOB 0961/SAT 52
/WND 275057/MCH 81/TRB LT CHOP /SKY UNDERCAST/ICE NONE
Aufschlüsselung der Mitteilung
Luftfahrzeugkennzeichen: N186DN, eine Boeing 767-300 der Delta Airlines
Flugnummer: DL107
Flug von Frankfurt-Main nach John F. Kennedy International, New York
Position über Wegpunkt OTR um 1015 UTC (früher GMT), nächste Position Wegpunkt MASIT voraussichtlich um 1118 UTC, dann  N56 W20
Flughöhe 31000 Fuß, verbleibender Treibstoff 9,61 Tonnen, Lufttemperatur −52 Grad Celsius
Wind aus 275 Grad mit 57 Knoten, Geschwindigkeit Mach 0,81, leichte Turbulenz, Bewölkung unterhalb des Luftfahrzeugs, kein Eis
Der Text wird per FSK bei 2400 bps übertragen.

## Data Link
| Frequenz in MHz | Region/Bemerkung             |
| --------------- | ---------------------------- |
| 131,550         | Primär weltweit              |
| 129,125         | Zusätzlich in USA und Kanada |
| 130,025         | Sekundär in USA und Kanada   |
| 130,425         | Zusätzlich in USA            |
| 130,450         | Zusätzlich in USA und Kanada |
| 131,125         | Zusätzlich in USA            |
| 131,450         | Zusätzlich in Japan          |
| 131,475         | Air-Canada-Kanal             |
| 131,525         | Sekundär Europa              |
| 131,725         | Primär Europa                |
| 136,700         | Zusätzlich in USA            |
| 136,750         | Zusätzlich in USA            |
| 136,800         | Zusätzlich in USA            |
| 136,900         | Europa Sekundär              |
| 136,850         | SITA Nordamerika             |
| 136,750         | Europa neue Frequenz         |
| 131,850         | Europa neue Frequenz         |

ACARS arbeitet im VHF-Frequenzband. Das ACARS-Protokoll ist zeichenorientiert, auf eine Länge von 220 Zeichen pro Übertragung begrenzt, hat eine Datenrate von 2,4 kbps, und zum Zugriff auf die Kanäle wird ein stop-n-wait-Verfahren benutzt. Von der ICAO wurde auf dem ACARS-Data-Link basierend ein Data Link unter dem Namen VDL Mode 1 definiert, der aber nie praktische Bedeutung gewann.

## Freie Empfangbarkeit
Funkinteressierte haben heute die Möglichkeit, die ACARS-Signale zu decodieren und so einen Einblick in den Flugverkehr zu erhalten. Auch wenn man selbst nicht an das weltweite Bodenstationsnetz angeschlossen ist, kann man mit einem beliebigen Flugfunkempfänger/Scanner und dem entsprechenden Dekodierer die Meldungen aus der eigenen Region empfangen. Eine gute Außenantenne erhöht dabei den Radius der überwachbaren Region.
Seit Anfang 2004 ist es auch möglich, die ACARS-Signale ohne einen eigenen Flugfunkscanner zu empfangen. Ende 2003/Anfang 2004 wurde das ACARS Network gegründet, das es Usern mit Internetanschluss ermöglicht, weltweit ACARS in Echtzeit zu erleben. Erforderlich ist nur eine Software, die es für Linux und Windows kostenlos gibt. Inzwischen kann man ACARS auch mit einem Webbrowser aktueller Generation live verfolgen.
Es gibt auch netzgesteuerte Empfänger, mit denen ACARS-Signale empfangen werden können.
Einige große europäische Fluggesellschaften (zum Beispiel Deutsche Lufthansa, Condor Flugdienst, Austrian Airlines) verschlüsseln die ACARS-Meldungen, so dass sie nicht mehr ohne den passenden Schlüssel im Klartext lesbar sind. Verschlüsselt wird nur der Inhalt einer ACARS-Meldung, nicht der Header.